# Iranian Tobacco Company
Iranian Tobacco Company es una de las principales empresas tabacaleras del oriente medio, con sede en Teherán, Irán.
Actualmente, el director general de esta empresa es Mohammad sheikhan

## Historia
En 1928, la empresa fue organizada bajo la forma de monopolio para el desarrollo de la industria del tabaco de Irán, siendo una de las más viejas industrias de tabaco de Oriente Medio.
La primera fábrica de cigarrillos fue establecida en Teherán en el año 1937, años después, se fundaron nuevas fábricas en Rasht, Gorgan, Sari, Orumiyeh y Khoy.
En el año 1956, Iranian Tobacco Company empezó a formar parte de CORESTA, cooperando con dicha organización y participando en el congreso bienal en uno de los países miembros para el intercambio de conocimientos.

## Productos
- 57
- Bahman
- Farvardin
- Homa
- Oshno
- T4
- zika
- TIR